# 1984 (فلم 1956)
1984 هو فيلم من نوع مقتبس ‏ ودراما وخيال علمي أُصدر في 1956. الفيلم من توزيع كولومبيا بيكتشرز، وهو من إخراج مايكل أندرسون، أما السيناريو فكان من كتابة 1984. الفيلم مقتبسٌ من 1984 من تأليف جورج أورويل.

## القصة
تقع أحداث الفيلم في المملكة المتحدة.

## طاقم التمثيل
- إدموند أوبراين
- باتريك ألين (ممثل مسرحي)
- ميرفين جونز
- جان ستيرلينج
- دونالد بليزانس
- مايكل ريدغريف
- كينيث غريفيث
- David Kossoff [الإنجليزية]‏
- جون فيرنون

## الإنتاج
موسيقى الفيلم التصويرية كانت من تأليف مالكولم أرنولد.

## وصلات خارجية
- مقالات تستعمل روابط فنية بلا صلة مع ويكي بيانات